# 留守番電話
留守番電話（るすばんでんわ）は、不在時に着信した電話について、メッセージを録音することのできる電話機。略称は留守電（るすでん）。携帯電話・PHSにおける留守番電話機能は、ボイスメール（英: Voicemail）と呼ばれている。

## 歴史
1969年（昭和44年）、日本電信電話公社（現・NTT）の電話局・営業窓口にて受付専用電話に業務用留守番電話装置を設置。当時の業務用留守番電話装置は非常に大型で高価なものだったが、1979年（昭和54年）度末の設置数は全国で約27万3000台に達した。
1977年（昭和52年）、日本電信電話公社は東京のプッシュホン加入者を対象に留守番電話サービス「でんわばん」を開始。1978年（昭和53年）6月には日本全国にエリアを拡大し、ダイヤル式電話機からも利用可能にした。
留守番電話機能を搭載した固定電話機は1985年（昭和60年）にNTTが提供開始した「ハウディ・レポンス」が最初で、その後各メーカーによって様々な留守番電話が作られている。

## 概要
これらの機能がついた電話機は、不在にする際、電話機の留守モードをオンにすると、電話が着信した際、自動的に「ただいま留守にしております。ピーという発振音が鳴りましたらお名前と御用件をお話し下さい。」というような音声ガイダンスが流され、その後、一定時間（大抵は30秒程度）の相手からのメッセージを録音し、着信日時を記録することができ、帰宅後などに電話機の留守モードをオフにすると、不在時に録音されたメッセージを再生することができる。近年では携帯電話・PHSの高機能化に伴って、これらにも標準的な機能として搭載され、自動車の運転中や就寝中・電話に出られない会議中等に利用されている。

### 固定電話機
電話線に接続されている固定電話の電話機では、主に留守である事が多い一人暮らしや核家族などの住宅向け中心に普及展開した。もっとも、近年の電話機の多機能化傾向（コードレス電話やファクシミリ等）もあり、留守番電話機能自体は、ほぼ標準的な機能として電話機に装備されている。一部のメーカーからは後付けマイクロカセット（応答・メッセージ用のダブルデッキ）留守番録音機やコンポのデッキを利用した留守番電話機も発売された。
メッセージの録音メディアには、一時期コンパクトカセットを経てマイクロカセットテープ（磁気テープ・アナログ録音）が多く使われていた。しかしテープメディアは、巻き戻し・頭出しの操作が煩わしい、不要なメッセージと必要なメッセージとを選択して消去したり残したり等が難しいという理由で、1990年代後半から揮発性メモリーを利用したICを用いたものが発売された。だがこれらは、電源供給が切れると記憶内容が消えてしまう事から、完全にマイクロカセットに代わる事が無かった。このICは基本的には留守番電話の音声ガイダンスの録音に使われた。
しかし2000年代に入って、電源供給が断たれても記憶が消えない不揮発性メモリーが安価に供給されてきた事に伴い、更にマイクロカセットレコーダーの衰退もあって次第にマイクロカセットを利用した機種は減る傾向になっているものの、マイクロカセットテープが簡単に取り外し・交換可能である事から、脅迫電話や悪戯電話等の迷惑電話に対処する上での証拠提出に利用できるため、根強い需要があるのも実状である。留守番電話で録音したマイクロカセットテープはマイクロカセットレコーダーの2.4モードで再生できる。近年ようやくパナソニックやシャープからSDカードなどの外部メモリーに録音できる電話機が登場した。

### 携帯電話・PHS
携帯電話・PHSにおける機能としての留守番電話では、「伝言メモ」等の設定をオンにすると、同機能が設定される。着信時には一定時間呼び出してから録音を開始する場合と、呼び出しを行わずに録音を開始する設定を選べる機種も多く、利用者の目的に合わせて、細かく設定できるものが主流である。
特に近年の機種では、特定の発信元電話番号にのみ、一定の応答を行う「待ち伏せ」機能も搭載されており、（発信者番号非通知などの発信者も含め）利用者が応対したくない相手を強制的に断ったり、反対に特定の電話番号から掛かってきた際に、メッセージを残せるように設定する事が出来るなど、その他様々に多機能化している。このような機能を利用して、ワン切り撃退を行う利用者もある。

### 留守番電話サービス
これらの電話機の機能とは別に、電話局側で留守番応対・メッセージの保管を行うサービスがある。このサービスでは、一件あたり10円など、電話を受けた相手に料金負担が発生するが、受ける側の電話機の機能に関係無く留守番電話を利用できる。
携帯電話・PHSではその性質上、受け手が電波の届かない場所に居る時や、端末の電源を切っている時、ドライブモード（自動車の運転時や会議など、端末の電源を入れたままの状態で、電源を切った場合と同様に一時的に着信できなくなる機能）設定中などにもメッセージを残せるように、「留守番電話センター」等で同様のサービスを提供している。
類似のサービスでは伝言ダイヤルサービス（0170）がある。更にはこれを拡張し、災害用伝言ダイヤル（171）が提供され始めている。同サービスは災害発生時に発生しやすい輻輳を軽減する効果が期待されている。

## 留守番電話に関する事象
これら便利な留守番電話だが、稀にこれを利用したり悪戯して、利用者に不快な思いをさせるケースもある。
悪戯電話（迷惑電話）の中には、無作為に電話をかけ、留守番電話に無意味あるいは卑猥なメッセージを延々と吹き込む者があり、その中には執拗なまでにテープやメモリーの容量一杯にメッセージを残す者もあって、これら電話機の利用者に不快感を催させる場合がある。また無作為に電話をかける電話セールスでも、必ずしも利用者が必要としない商品の宣伝を留守番電話に残すケースが見られる。
この他、1990年代から社会問題としても注目を集めたストーカーも、やはりこの留守番電話に不愉快なメッセージを残すことがある。しかし、この録音内容が証拠となって脅迫行為やストーカー規制法違反が立件されるケースも少なくないため、これら付きまとい行為の被害者には、留守番電話の利用が勧められるといえよう。
また、空き巣常習犯が、標的としている家に人がいるかどうかを知る手段として利用するケースがあり、これを恐れて留守番電話機能を使用しない人も多い。
ただ、空き巣以外（オレオレ詐欺や還付金詐欺などの電話着信が端緒となる特殊詐欺、電話勧誘販売などの一方的な営業電話、他）も含めた迷惑電話全般の対策として、個人宅の固定電話を逆に常時留守番電話に設定しておき、留守番電話の音声ガイダンスを「手が離せません。」のような、家に人がいるかどうかをあいまいにした文言や、「犯罪対策のため留守番電話にしております。恐れ入りますが、発信音の後にお名前とご用件を入れてください。」と言った、相手に積極的にメッセージの登録を促す内容に変更する（前述のように、犯人の声が残ると証拠となり得るため、着信先に留守番設定がされていた場合はすぐ電話を切ってしまう）という方法もある。
また、これとは別に留守番電話自体の、設定中は一定時間で留守番電話が自動的に応答するという機能自体が仇になってしまい、逆に不便を引き起こすケースもある。例えば全く不在ではなかったものの、利用者が電話機から離れた場所にいて、着信音を聞いて電話機の方に向かったものの、受話器を上げる前に留守番電話に先に応答されてしまう事や、一本の回線に留守番電話機と他の電話機を接続している場合、他の電話機の方で着信に応じようとした場合、受話器を上げるタイミングによっては留守番電話機が同回線に割り込んで来てしまい、着信・通話を妨害してしまう事がある。携帯電話の場合だと、鞄などに入れていた場合、鞄を開けたりしまい込んだ携帯電話を探すのに手間取ったりしているうちに、取り出すのが間に合わずに留守番電話が意図に反して自動着信してしまうといったケースもある。